# Oligia una
Oligia una là một loài bướm đêm trong họ Noctuidae.